# Osveya
El lago Osveya o lago Osvéiskoye (bielorruso Асвейскае возера o Асьвейскае возера; ruso озеро Осве́я u Осве́йское озеро) es un gran lago de agua dulce en la provincia de Vítebsk, Bielorrusia septentrional, cerca de las fronteras de Letonia y Rusia. Tiene una superficie de 52,8 kilómetros cuadrados lo que hace de él el segundo lago por tamaño del país.